# 武仙座V656
武仙座V656，又名BD+18 3351，HD 157049、SAO 102757、HR 6452，是武仙座的一颗恒星，视星等为5，位于銀經39.96，銀緯27.97，其B1900.0坐标为赤經17h 15m 54.4s，赤緯+18° 27.97′ 35″。